# Felipe Irarrázabal
Felipe Irarrázabal Philippi (1966) es un abogado y académico chileno.
Entre abril de 2010 y agosto de 2018 ejerció la titularidad de la Fiscalía Nacional Económica (FNE), ente estatal cuya principal misión es instruir investigaciones sobre atentados a la libre competencia. Actualmente, ejerce como director del Centro de Competencia de la Universidad Adolfo Ibáñez. Ha sido profesor de análisis económico del derecho y libre competencia en distintas universidades chilenas.

## Familia y estudios
Nació como hijo del matrimonio conformado por el también abogado y académico Jaime Irarrázabal Covarrubias y María Cecilia Philippi Irarrázabal. Por rama materna, tuvo como abuelo al abogado y diplomático Julio Philippi Izquierdo y como tío al ingeniero, empresario y dirigente gremial Bruno Philippi Irarrázabal.
Se formó en el Saint George's College de la capital, desde donde egresó en 1984. Más tarde se incorporaría a la Universidad de Chile, casa de estudios donde cursaría la carrera de derecho.
Casado con la antropóloga Ana María Pavez Recart, hija del socio de Sigdo Koppers, Gustavo Pavez, es padre de tres hijas.

## Carrera profesional

### Primeros años
En 1994, tras obtener su título de abogado, trabajó en el Ministerio de Educación de Chile como asesor del programa Mece y del Consejo Superior de Educación. En 1996, gracias a una beca del Programa Fulbright, viajó a los Estados Unidos con el fin de cursar un magíster en la Universidad de Yale.
En 1999 regresó a Chile, integrándose al estudio de su padre, Philippi, Yrarrázaval, Pulido & Brunner, donde se especializó en temas regulatorios y de libre competencia. Entre los casos más relevantes en que tuvo participación se cuenta la denuncia de Philip Morris en contra de Chiletabacos y la llamada guerra de los plasmas entre Banco de Chile y Falabella-Paris.

### Fiscal nacional económico
En 2010 fue propuesto por el Gobierno del presidente Sebastián Piñera como reemplazante de Enrique Vergara en la FNE, cargo en el que fue confirmado tras tramitarse su designación en el Sistema de Alta Dirección Pública. En 2014 fue ratificado en dicha responsabilidad por el segundo Gobierno de Michelle Bachelet.
Entre las denuncias que ha encabezado, destaca la formulada a fines de 2011 contra tres productoras de pollo —Agrosuper, Ariztía y Don Pollo— por un supuesto acuerdo que estas tendrían para manejar sus niveles de producción.